# Земной поклон (повесть)
Главная мысль повести раскрывается в самом начале. Это очень верные, современные слова о том, что «Легче сделать воспитанника образованным, чем утвердить в его душе уважение к человеку как высшей ценности, чтобы с детства человек был другом, товарищем, братом для другого человека. Поэтому учитель в первую очередь должен быть воспитателем». … Главный герой повести Николай Михайлович Грозный — истинный педагог, воспитатель, наставник.
«Земной поклон» — повесть Агнии Кузнецовой. Впервые опубликована в журнале «Октябрь» № 3-4 за 1976 год.
В 1977 году за повесть писательница была удостоена Государственной премии РСФСР имени Н. К. Крупской.

## Сюжет
Повесть об учителе и старшеклассниках одной из школ Сибири, о величии и сложности труда педагога, нелёгкой судьбе учителя.
На стене советской школы при ремонте обнаруживается старинная надпись, по смыслу очень похожая на лозунги современного образования.
Разбираясь, как такая надпись могла появиться в царские времена на стене приюта для детей являвшегося прикрытием для эксплуатации малолетних, ученики 8-го класса «А» вместе с классным руководителем — учителем истории Николаем Михайловичем Грозным, раскрывают тайны прошлого — драматические события дореволюционных лет, когда в 1880-х годах народный учитель Николай Михайлович Саратовкин, педагог по призванию, боролся за образованность крестьянских детей Сибири.

Необычна и сложна судьба Николая Саратовкина. Бывший подкидыш стал наследником миллионера. Встреча с учителем-революционером Завьяловым произвела переворот в его душе, определила жизненный выбор: доставшиеся в наследство миллионы он передал сиротским домам. Николай Саратовкин стал гордостью своего края, его по праву теперь называют сибирским Макаренко. В образе героя, самобытном, запоминающемся, запечатлены лучшие черты народного учителя, подвижника в воспитателя. Достойным продолжателем дела Саратовкина стал другой главный герой повести — Николай Михайлович Грозный …— Валентин Аксенов - Низкий земной поклон // Знамя, № 9, 1976

## Основа
Повесть автор посвятила светлой памяти своей учительницы Евгении Николаевны Домбровской. При этом автор не скрывала, что пользовалась её дневниковыми записями.
Евгения Николаевна Домбровская была не только учителем, но и её тётей — сестрой отца писательницы.
Это был педагог требовательный и опытный, влюбленный в литературу — выпускница иркутской гимназии, она была одной из лучших учителей литературы в Иркутске.
В юности — до революции, Е. Н. Домбровская была учителем литературы в Начальном училище общества «Просвещение» открытого в Иркутске в 1908 году, размещавшемся в доме по улице Троицкой. Это училище представляло собой бесплатную начальную школу на 100 детей. Учителя работали на безвозмездной основе.

Восьми лет, в 1914 г. я выдержал экзамены в Школу просвещения. Приняли меня сразу во второй класс. Там, где сейчас стадион «Труд» находилось большое деревянное одноэтажное здание с вышкой. В нём размещалась наша школа. Литературу и русский вели родные сестры: Евгения Николаевна Домбровская и Римма Николаевна Мухина. Держались и разговаривали они с нами, будто мы взрослые. Они смогли нас увлечь литературой так, что я заучивал целые былины наизусть. «Евгения Онегина» проходили капитальнейшим образом.— воспоминания Петра Ефимовича Луненка – одного из учеников школы
Как отмечалось критикой, хотя автор сама не работала учителем, но как мать двоих детей, председатель родительского комитета и руководитель школьного кружка по изучению истории школы, была тесно связана с коллективом учителей и детей, что дало ей запас наблюдений и впечатлений, сюжетов, подсказанных жизнью: «Это не значит, что ее писательский дар лишен воображения. Отнюдь нет. Но в основе каждого произведения всегда лежит жизненный факт, подлинное происшествие, герои найдены в натуре».
Также отмечается, что автор повести знакома с трудами основоположников педагогики К. Д. Ушинского, В. А. Сухомлинского, Н. К. Крупской.

## Критика
Секретарь правления Союза писателей СССР, главный редактор журнала «Дружба народов», С. А. Баруздин, в 1978 году дал такой отзыв на повесть:

В журнале «Октябрь» в 1976 году (№ 3—4) я прочитал повесть Агнии Кузнецовой «Земной поклон». Меня всё взволновало в этой повести. И её главные персонажи, юные, шестнадцатилетние, которых я в нынешней жизни, как мне кажется, не понимаю, и их учителя (а я с детства боялся учителей, и были на то свои причины), и дух повести, и её человеческий и логический настрой… Разные временные планы в повести. И это тоже дорого мне. Связь с прошлым и настоящим. Или наоборот: прошлого с настоящим… Николай Михайлович Грозный, обыкновенный учитель истории в небольшом сибирском городке, и его друг, предтеча его — Николай Михайлович Саратовкин. Два Николая Михайловича. Два времени. Две эпохи. И сколько вобрало в себя это произведение глубоких мыслей и раздумий!
В рецензии на повесть в журнале «Знамя» была отмечена разработка автором характеров и образов героев:

Подвиг, творчество народного учителя достойны восхищения. Об этом и надо говорить чаще, как можно чаще. Так, как это сделала писательница А. Кузнецова.
Характеры ребят повести «Земной поклон» непохожи один на другой, каждый имеет свою особенность, свою «изюминку». Достоверно и точно передала А. Кузнецова и настрой души, мечтательность, и неуемную жажду деятельности юных героев. И основа мне видится в том, что достигнуто главное: Николаю Михайловичу удалось создать коллектив, в котором отдельная личность не теряется, а полноценно, широко живет и своими интересами и интересами коллектива.
Образ Николая Михайловича, его поступки и дела заставляют читателя лишний раз задуматься, как сложен подросток, как легко раним. Примечательно, что учитель не предстает перед нами непогрешимым. Он ищет ошибается, тяжко переживает неудачи, но ни на минуту не утрачивает основных свойств своей натуры — справедливости, правдолюбия, доброты, уважения к личности учеников, веры в них!
Хотя образы других учителей очерчены несколько эскизно, писательница сумела и в характере каждого из них отыскать что-то главное, сделать их запоминающимися. А. Кузнецова не старается сгладить противоречий жизни, она открыто становится на сторону Николая Михайловича и его единомышленников. Нет, в учительской не царит тишь да гладь, в ней идут страстные, бескомпромиссные споры. И мы согласны с основной мыслью автора: воспитание — это творчество, может быть, в самом ярком своем проявлении. Учитель не только дает знания, он прежде всего формирует душу, и мысль эту подтверждает повесть.
— Валентин Аксенов - Низкий земной поклон // Знамя, № 9, 1976
Журнал «Детская литература», ставя повесть в один ряд с произведениями Марии Прилежаевой и Анатолия Алексина, отметил:

С полным правом мы можем назвать «талантливым педагогическим прицелом» и идейно-нравственное содержание этой повести. Популярная среди юношества, она по сути — земной поклон учительству. Страницы ее согреты пронзительным чувством преклонения перед трудом Учителя, перед его повседневными заботами о будущих гражданах страны. Своими сокровенными раздумьями, одухотворенными внутренним волнением и страстной гражданственностью, писательница побуждает подростка на примере беззаветного труда учителя задуматься о жизни и о себе, о грядущем дне, о том, каким быть, на кого равняться.
Когда повесть через 15 лет снова была опубликована журнале «Роман-газета», то послесловие к ней «Наставникам, хранившим юность нашу…» написала Мария Прилежаева.

## Публикации
- Земной поклон // «Октябрь», № 3-4, 1976
- Земной поклон: Повесть — М.: Детская литература, 1977—176 с.
- Земной поклон — М.: Советская Россия, 1982—176 с. (серия: Лауреаты Государственной премии РСФСР им. Н. К. Крупской, тираж: 50000 экз.)
- Земной поклон // журнал «Роман-газета», 1980, № 21, 1980
- Земной поклон // Собрание сочинений в 3-х томах. / А. А. Кузнецова. — М.: Детская литература, 1982—1984 — том 1, 1982
- Земной поклон // Антология «Библиотека мировой литературы для детей», Том 29, 1985 (тираж: 407000 экз.)

## Радиопостановка
По мотивам повести в 1982 году был поставлен радиоспектакль «Изба раздумий».